# Diapterobates songliensis
Diapterobates songliensis är en kvalsterart som beskrevs av Choi 1986. Diapterobates songliensis ingår i släktet Diapterobates och familjen Humerobatidae. Inga underarter finns listade i Catalogue of Life.